# Рудник Хаммам-Н'Бейл
Рудник Хаммам-Н'Бейл (Hammam-N'Bail) – колишнє гірничодобувне підприємство на півночі Алжиру, що діяло за шість десятків кілометрів на південь від порту Аннаба.
Є відомості, що поклади руди в районі Хаммам-Н'Бейл (в часи турецького володарювання – Надор-Н'Бейл) розроблялись ще в римські часи.
У 1872-му бельгійська компанія Société des Mines et Fonderies de Zinc de la Vieille-Montagne придбала концесію на розробку Хаммам-Н'Бейл та організувала видобуток цинку (у вигляді його мінералу каламіну). Комплексний характер руд дозволив також працювати з мінералами стибію – антимонатом заліза (містить 40% стибію) та надоритом (від 40% до 60% свинцю та стибію), втім, наприкінці 1890-х видобуток стибію в Алжирі фактично припинився, оскільки поставки звідси не могли конкурувати з потужним французьким родовищем Майєнн.
Розробку родовища провадили підземним способом. Отримана руда проходила кальцинування (обпалювання), після чого відправлялась возами на розташовану за 15 км залізничну станцію Надор. Залізниця доставляла вантаж до порту Бон (назва Аннаби в части французького панування), після чого він прямував морським транспортом до Антверпену чи Céte (Hérault) для подальшого використання належним  тій же Société des Mines et Fonderies de Zinc de la Vieille-Montagne плавильним заводом у Hollogne-aux-Pierres (ппоблизу Л’єжа).
До 1908 року рудник видобув 304 тисяч тон каламіну, 2234 тони антимонату заліза та 1145 тон надориту. У 1910 – 1913 роках з Хаммам-Н'Бейл отримували від 8 до 13 тисяч тон продукції на рік. 
Виснаження запасів та мобілізація французьких працівників під час Першої світової війни сильно вплинула на показники рудника, який в 2014-му видав лише 5,2 тисяч тон, а в 2015-му 6 тисяч тон продукції. Втім, військова промисловість була дуже зацікавлена у стибії, який використовували для надання більшій твердості свинцю, так що вже у 1916-му з Хаммам-Н'Бейл отримали 17,6 тисяч тон. 
Після завершення Першої світової війни у стибієвій промисловості виникла криза, так що в 1919 – 1924 роках Хаммам-Н'Бейл разом з іншим стибієвим рудником Джебель-Хаммімат випускали лише 2 – 3 тисячі тон продукції. В якийсь момент рудником Хаммам-Н'Бейл почала опікуватись французька Compagnie des mines de La Lucette, що спеціалізувалась на стибії та в Алжирі діяла через Société des Mines d'Aïn-Kerma. Вона змогла витримати світову кризу 1929 – 1933 років і станом на середину 1930-х Хаммам-Н'Бейл продукував 6 тисяч тон на рік.
В листопаді 1954-го на Хаммам-Н'Бейл здійснив напад загін алжирських повстанців, після чого тут розмістили загін французької армії. Незважаючи на інцидент, в 1956-му рудник видав 5,5 тисяч тон продукції.
В 1962-му Алжир отримав незалежність від Франції і станом на 1963-й Хаммам-Н'Бейл знаходився у простої. Втім, в подальшому все-таки вдалось відновити роботи, зокрема, відомо, що в 1968-му рудник видав 1,4 тисячі тон, а станом на 1970-й був єдиним виробником стибію в Алжирі.
В 1978-му рудник Хаммам-Н'Бейл остаточно зупинився.